# Isidoros von Charax
Isidoros von Charax (griechisch Ἰσίδωρος ὁ Χαρακηνός Isídōros ho Charakēnós; um die Zeitenwende) war ein griechisch schreibender Geograph aus Charax Spasinu.
Isidoros verfasste in der augusteischen Zeit ein Buch über Erdvermessung. Dieses Buch enthielt wohl auch eine Reisebeschreibung des Partherreiches (Σταθμοὶ Παρθικοί, Mansiones Parthicae „Parthische Wegstationen“). Es zählt zu den ganz wenigen erhaltenen antiken Schriften, die von einem Parther oder zumindest einer im Partherreich aufgewachsenen Person stammen (siehe auch Parthika) und zumindest in Teilen erhalten ist.
Das Werk soll von Kaiser Augustus in Auftrag gegeben worden sein. Von Isidoros von Charax ist auch eine Beschreibung von Perlentauchern im Persischen Golf erhalten.

## Ausgaben
Die Fragmente sind gesammelt in Die Fragmente der griechischen Historiker (Nr. 781) sowie in Brill’s New Jacoby (dort mit englischer Übersetzung, neuem Kommentar und einem knappen biographischen Überblick von Duane Roller).
- Wilfred H. Schoff (Hrsg.): Parthian Stations by Isidore of Charax. An Account of the Overland Trade Route between the Levant and India in the First Century B.C. The Greek Text, with a Translation and Commentary. Philadelphia 1914 (online)